# کریس دریپر
کریس دریپر (انگلیسی: Chris Draper؛ زادهٔ ۲۰ مارس ۱۹۷۸) قایقران قایق بادبانی اهل بریتانیا بود.